# Zingiber sabun
Zingiber sabun là một loài thực vật có hoa trong họ Gừng. Loài này được Chong Keat Lim miêu tả khoa học đầu tiên năm 2014.

## Mẫu định danh
Mẫu định danh: C.K.Lim L12575; thu thập năm 2014 tại Bukit Palong (tọa độ khoảng 5°36′29″B 100°55′21″Đ / 5,60806°B 100,9225°Đ), gần Baling, ranh giới giữa hai bang Kedah và Perak, Malaysia. Mẫu holotype lưu giữ tại Đại học Quốc gia Malaysia ở Bangi, Selangor (UKMB), mẫu isotype lưu giữ tại Vườn Bảo tồn Thực vật Suriana trên đảo Penang.

## Từ nguyên
Tính từ định danh sabun là tiếng Mã Lai để chỉ xà phòng, để nói tới mùi xà phòng khác biệt và có thể nhận ra ngay của lá loài này khi bị nghiền nát.

## Phân bố
Loài này có tại các bang Kedah và Perak, Malaysia. Môi trường sống là tại những nơi có bóng râm trong rừng trên các dốc núi dựng đứng.

## Mô tả
Cây thảo mọc thành bụi, các chồi lá thẳng đứng cao 1–2 m, đường kính 1-1,5 cm. Các bẹ lá màu từ xanh luc tới xanh lục sẫm, nhẵn nhụi; lá thường gợn sóng, hình trứng, 16-30 × 6–12 cm, đỉnh nhọn hoặc nhọn thon ngắn, mép hơi gợn sóng, đáy hình nêm, mặt trên xanh lục sẫm, bóng, mặt dưới nhạt màu hơn. Cuống lá gần như không có, dài 2–8 mm, có rãnh mặt trên, với gối rõ nét. Lưỡi bẹ thuôn tròn, 2 thùy, ngắn, dài ~2–3 mm, nhẵn nhụi. Cụm hoa từ gốc, trên ngọn cuống cụm hoa không lá mọc thẳng đứng; cuống cụm hoa dài tới 15 cm, đường kính 1 cm, màu đỏ sáng, nhạt hơn về phía đáy. Cành hoa bông thóc hình thoi, đôi khi rộng hơn ở đáy với đỉnh nhọn, dài tới 20 cm. Các lá bắc phía dưới hình trứng với đỉnh nhọn hoặc có mấu nhọn, màu nâu tới nâu sẫm với diềm màu vàng, lá bắc đôi khi lỏng lẻo, không xếp lợp chặt. Hoa màu vàng kem; cánh môi dài ~2,1-2,5 cm, đỉnh tù, 2 thùy, màu vàng kem pha đốm màu nâu tới tía.
Dễ dàng phân biệt nhờ các lá màu xanh lục sẫm gợn sóng hoặc nhăn, cụm hoa hình thoi rộng với các lá bắc hình trứng màu nâu đỉnh nhọn, màu vàng kem pha đốm nâu tới tía của cánh môi cũng như mùi xà phòng khác biệt của lá nghiền nát.